# Kvítek z horrroru

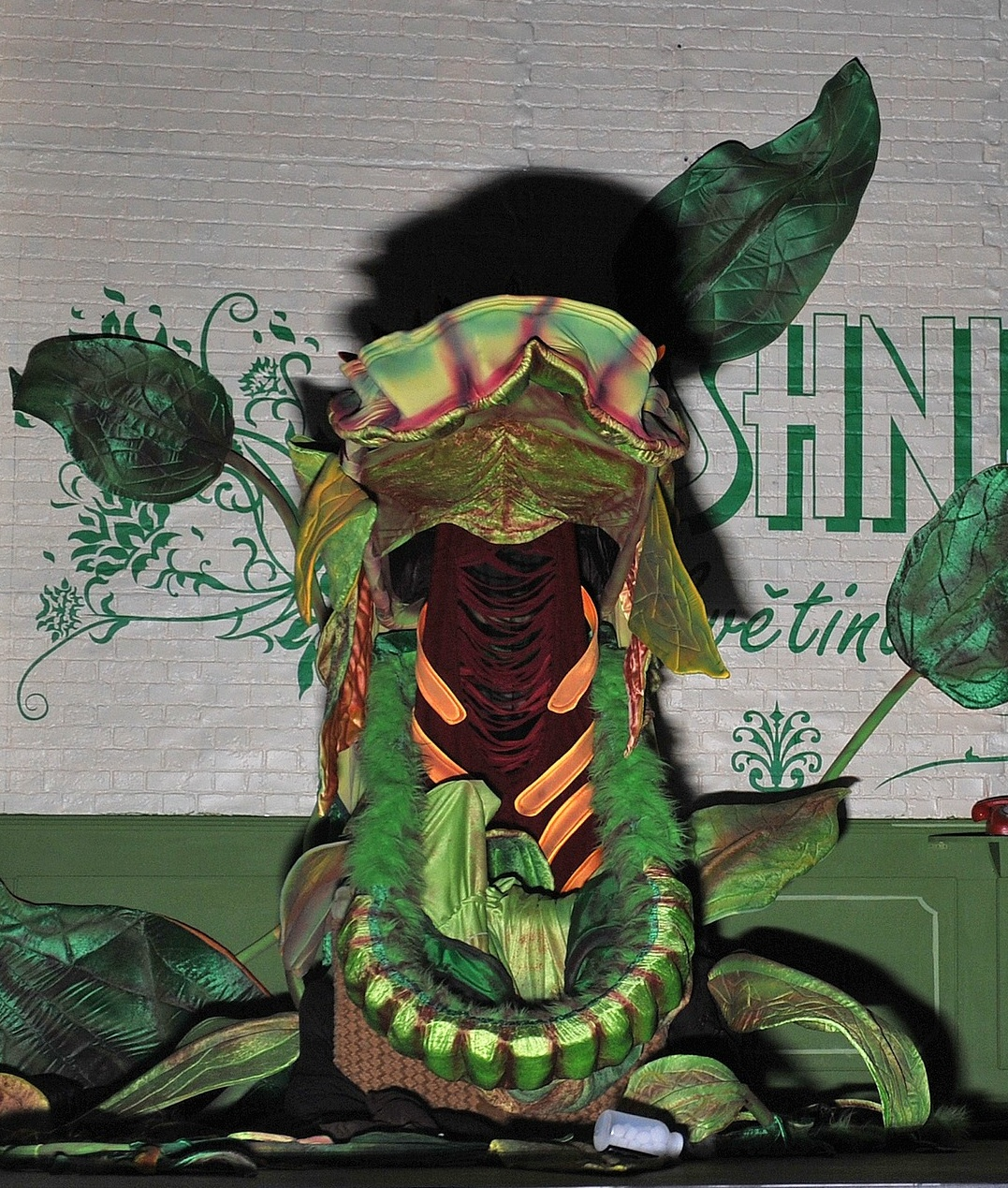
Audrey II v provedení MdB

Kvítek z horrroru (v originále Little Shop of Horrors) je americký muzikál autorů Howarda Ashmana a Alana Menkena. Tento rock'n'rollový muzikál měl na off-Broadwayi premiéru v roce 1982. Zde se dočkal 2 209 repríz a pod producentskými křídly Davida Geffena a Camerona Mackintoshe je jedním z nejúspěšnějších představení v off-brodwayské historii.
Během let se uváděl i v Evropě, např. na londýnském West Endu, v Německu, ale také na Islandu. V České republice byl muzikál uveden v Brně. První česká inscenace proběhla roku 1990 na prknech Divadla bratří Mrštíků (dnešní Městské divadlo Brno). Městské divadlo Brno uvádělo tuto inscenaci, která si odnesla z 18. ročníku přehlídky České divadlo Cenu za počin roku 2012.. Kvítek z horrroru hráli od roku 2018 do roku 2020 také ve Východočeském divadle v Pardubicích.

## Písně

### První dějství
- Prologue (Little Shop of Horrors); česky (Krámek s hrůzou) — Chiffon, Crystal and Ronette
- Skid Row (Downtown;) česky (Jak padne pátá) — Company
- Da-Doo; česky (Da-Dúú) — Chiffon, Crystal and Ronette
- Grow for Me; česky (Kvést a růst) — Seymour
- Ya Never Know; česky (Ví kdo, co má se stát)  — Mushnik, Chiffon, Crystal, Ronette and Seymour
- Somewhere That's Green; česky (To bude ráj)  — Audrey
- Closed for Renovations; česky (Renovace)  — Seymour, Audrey and Mushnik
- Dentist!; česky (Dentista)  — Orin, Chiffon, Crystal and Ronette
- Mushnik and Son; česky (Mushnik a syn)  — Mushnik and Seymour
- Sudden Changes; česky (Lepší svět)  — Seymour
- Feed Me (Git It); česky (Jen si řekni) — Audrey II and Seymour
- Now (It's Just the Gas); česky (Prásk)  — Orin and Seymour

### Druhé dějství
- Call Back in the Morning; česky (Zavolejte ráno)  — Seymour and Audrey
- Suddenly, Seymour; česky (Seymout tě chrání) — Seymour, Audrey, Chiffon, Crystal and Ronette
- Suppertime; česky (Hlad) — Audrey II
- The Meek Shall Inherit; česky (Jen skromní mohou mít štěstí)  — Company
- Sominex/Suppertime (reprise); — Audrey and Audrey II
- Somewhere That's Green (reprise) — Audrey
- Finale (Don't Feed the Plants); česky (Finále) — Company

## Hlavní postavy
- Seymour – mladičký pomocník v květinářství pana Mushnika, brýlatý, trochu naivní, milý a dobrosrdečný člověk
- Audrey – odbarvená blondýnka, tajná láska Seymoura, její srdce však patří Orinovi
- pan Mushnik – vedoucí Mushnikova květinářství, často nervózní, zejména z nedostatku zákazníků
- Orin – přítel Audrey, vysoký, do kůže oděný motorkář, pracující jako zubař; značně sadistický, s velmi divnými zvyky – holduje rajskému plynu; na svou dívku je dosti krutý a zlý
- Audrey II – kříženec mezi mucholapkou hmyzožravkou a avokádem; má velký ošklivý lusk; pokud ji chcete nakrmit, potěšíte ji lidskou krví; nepohrdne však i celým člověkem

## Děj

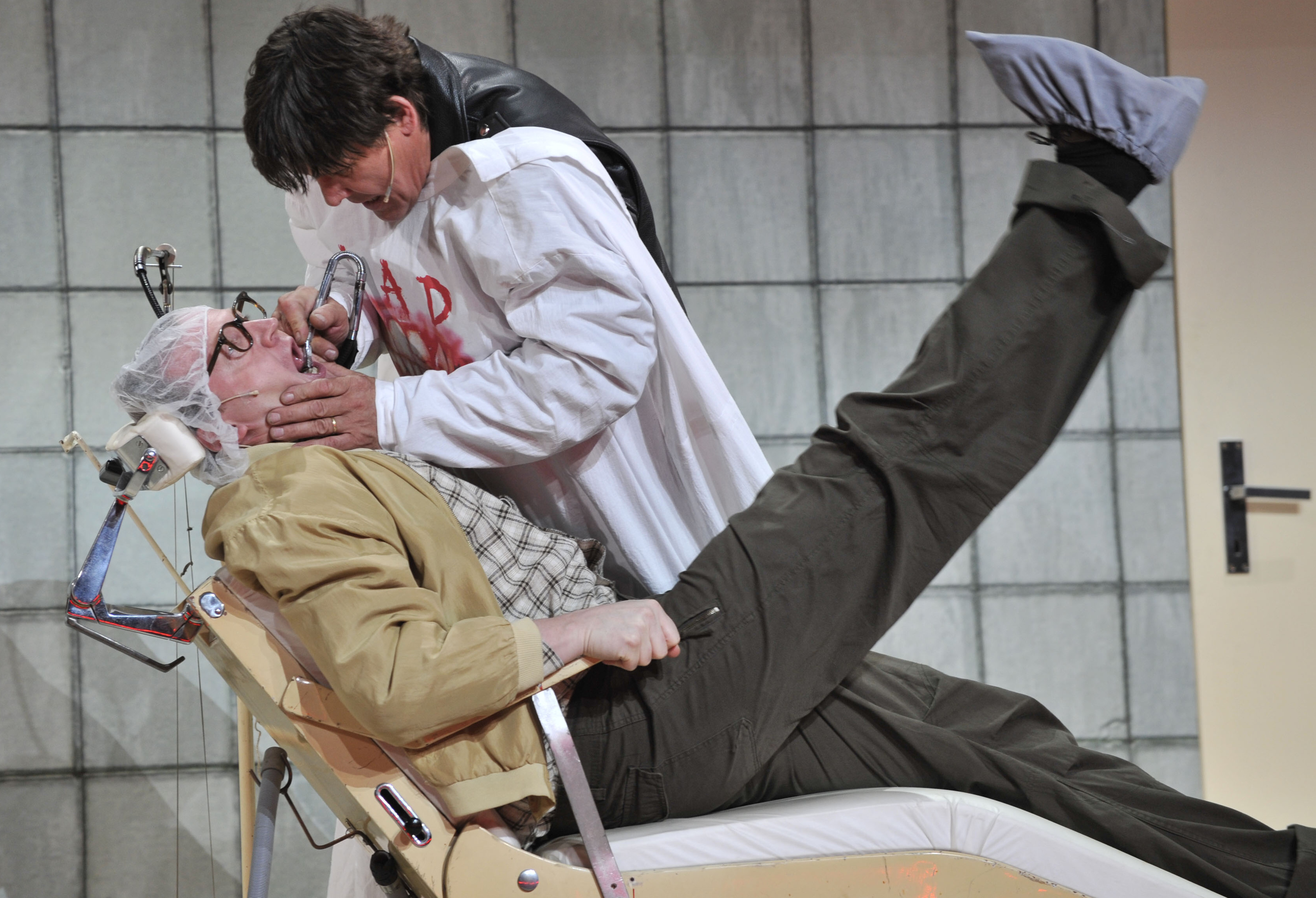
Orin (Martin Havelka) a jeho pacient (Milan Němec)

Celý příběh se odehrává v květinářství pana Mushnika, stojícím na okraji města. Obchod má existenční problémy. Pan vedoucí, postarší Žid, má připravené výpovědi pro své dva zaměstnance – Seymoura a Audrey. Krky jim zachrání jedna velmi zvláštní rostlina, ne obyčejná rostlina – masožravá rostlina. Tu najde Seymour v čínské čtvrti, za pár dolarů ji odkoupí od čínského prodejce. Hned jak ji vystaví, zákazníků je jako much. Všichni chtějí vidět, co za zvláštnost to mají v tom zapadlém krámku. Kytička ne a ne růst. Nikdo nemůže přijít na žádné hnojivo, po kterém by vyrostla. Jednou Seymour zjistí krutou pravdu, poraní si prst – květina je lačná po lidské krvi. Ze začátku jí stačilo těch pár kapek, ale postupně se mění v krvelačnou bestii. Seymour kvůli ní musí zabít hned několik osob – mimo jiné i Orina, krutého, až sadistického zubaře, přítele Audrey. Hned jak je po smrti, zahoří mladík toužebnou láskou ke své spolupracovnici. V cestě jim stojí, kdo jiný, než Audrey II – mladík pojmenoval rostlinu po své milé. Seymour se stává úspěšným a bohatým, má to však jeden háček – zabíjení lidí pro masažravku. Nakonec rostlina pozře všechny – pana Mushnika, Audrey i Seymoura. Vlastně ovládne celou Zemi. Byla to malinká rostlinka, velká sotva třicet centimetrů, stalo se z ní stvoření lačnící po lidské krvi. Kdo ví, odkud vlastně pocházela…

### Brněnská verze
Tento muzikál uvádí Městské divadlo Brno na hudební scéně, trvá 2 hodiny 30 minut, včetně jedné dvacetiminutové přestávky.

#### Obsazení
| Tereza Martinková nebo Svetlana Janotová | Chiffon                      |
| Hana Holišová nebo Ivana Odehnalová      | Crystal                      |
| Marta Matějová nebo Michaela Horká       | Ronnette                     |
| Zdeněk Bureš nebo Miloslav Čížek         | Mushnik                      |
| Alena Antalová nebo Markéta Sedláčková   | Audrey                       |
| Lukáš Janota nebo Jakub Uličník          | Seymour                      |
| Martin Havelka nebo Igor Ondříček        | Orin, Bernstein, Snip a Luce |
| Dušan Vitázek                            | Audrey 2 – kytka             |
| Petr Németh                              | Loutkovodič                  |